# Carrie Heffernan
Carrie Spooner Heffernan, spelad av Leah Remini, är en rollfigur som förekom i sitcomserien Kung av Queens samtliga nio säsonger under åren 1998–2007. Carrie är född 19 juni 1970 på Manhattan i USA.

## Trivia
Rollen som Carrie Heffernan var tillsatt av Megan Mullally men tackade nej i sista stund då hon tog en roll i TV-serien Will & Grace.